# Lyonnais

Vlag van de Lyonnais

De Lyonnais is de streek rondom de stad Lyon en betreft een voormalige Franse provincie.
De Lyonnais bestond op zijn beurt uit de samenvoeging van drie provincies:
- de Plat pays de Lyonnais, dat overeenkomt met de Monts (bergen) du Lyonnais. Plat heeft hier dus niets met het reliëf te maken, maar met het platteland, dat geen stadrechten had en dus aan de taille onderworpen was
- de stad Lyon
- de Franc-Lyonnais, enkele vrije dorpen (zonder taille) ten noorden van de stad

Lyonnais, ook wel Lyonees, is ook een dialect van het Arpitaans dat in het gebied gesproken wordt en het Frans beïnvloedt.